# Ķekava (novads)
Ķekava (łot.: Ķekavas novads) – jeden z łotewskich novadsów, funkcjonujący od 2021.
W skład novadsu wchodzą: 
- miasta: Baldone, Baloži, Ķekava (od 2022)
- pagastsy: Baldone, Daugmale, Ķekava

## Historia
Novads powstało podczas reformy administracyjnej w 2021, z połączenia dotychczasowych novadsów: Baldone i Ķekava.